# The Savage Dragon
The Savage Dragon, ou Dragon Sauvage au Québec, est une série télévisée d'animation canado-américaine en 26 épisodes de 22 minutes, développée par Dean Stefan et Bob Forward, produit par Universal Animation Studios, Lacewood Productions, et Studio B Productions, et diffusée entre le 21 septembre 1995 et le 21 décembre 1996 sur USA Network aux États-Unis, et simultanément sur le réseau YTV au Canada. 
Au Québec, elle a été diffusée en 1998 sur Télétoon . Elle reste inédite dans les autres pays francophones.

## Synopsis
Créée bande dessinée la série de livres éponyme de Erik Larsen, la série suit les aventures de Le Dragon, qui et combat des mutants criminels qui terrorisent Chicago.

## Voix

### Doublage anglophone
- René Auberjonois: Horde
- Jeff Glen Bennett: Barbaric / Mako The Shark / Sergeant Howard Niseman
- Jim Cummings: Savage Dragon / Doubleheader
- Jennifer Hale: She-Dragon
- Dorian Harewood: Lieutenant Frank Darling / R. Richard Richards
- Tony Jay: Overlord
- Danny Mann: Fiend / Open Face
- Rob Paulsen: John Backwood / Octopus
- Kath Soucie: Alex Wilde
- Frank Welker: Arachnid / Basher

### Doublage québécois
- Benoît Rousseau: Dragon Sauvage
- Benoît Marleau: Overlord
- Stéphane Rivard: Basher/Brutus
- Denis Michaud: Sgt. Howard Niseman
- TBA: Alex Wilde

 Source et légende : version québécoise (VQ) sur Doublage.qc.ca

## Épisodes

### Saison 1 (1995)
1. R.S.V.P.
2. Possession
3. Undercover
4. Dragonsmasher
5. Locomotion
6. She-Dragon
7. Hurt
8. Web
9. Hit-Man
10. Red-Handed
11. Loathing
12. Rampage
13. Armageddon

### Saison 2 (1996)
1. Bull
2. She-Fiend
3. Homecoming
4. Loose Cannons
5. Star
6. Barbarism
7. Ceasefire
8. Endgame
9. Negate
10. Ball of Fire
11. Femme Fatale
12. Bride
13. Dragonlord